# Greg Etafia
Greg Etafia (ur. 30 września 1982 w Auchi) – piłkarz nigeryjski grający na pozycji bramkarza.

## Kariera klubowa
Etafia jest wychowankiem klubu Union Bank Lagos. W 1999 roku jako 17-latek zadebiutował w jego barwach w drugiej lidze nigeryjskiej. W 2000 roku odszedł do zespołu Lobi Stars z miasta Makurdi i przez 2 lata występował na boiskach pierwszej ligi Nigerii. Z kolei w latach 2001–2003 był bramkarzem drużyny Plateau United, pochodzącej z miasta Jos.
W 2003 roku Etafia przeszedł z Plateau United do południowoafrykańskiego zespołu Moroka Swallows FC. W drużynie z Johannesburga stał się pierwszym bramkarzem. W 2004 roku zdobył z Moroką Swallows Absa Cup, a w 2007 roku zajął 3. miejsce w Premier Soccer League, najwyższe w swojej karierze. Z kolei w 2009 roku zdobył Nedbank Cup. Grał w nim do 2015 roku. W sezonie 2019/2020 był zawodnikiem Highlands Park FC.
| Sezon   | Klub               | Kraj              | Rozgrywki      | Mecze | Bramki |
| ------- | ------------------ | ----------------- | -------------- | ----- | ------ |
| 1999    | Union Bank Lagos   | Nigeria           | II. liga       | ?     | 0      |
| 2000    | Lobi Stars         | Nigeria           | Premier League | 6     | 0      |
| 2001    | Lobi Stars         | Nigeria           | Premier League | 12    | 0      |
| 2002    | Plateau United     | Nigeria           | Premier League | 17    | 0      |
| 2003    | Plateau United     | Nigeria           | Premier League | ?     | 0      |
| 2003/04 | Moroka Swallows FC | Południowa Afryka | Premier League | 25    | 0      |
| 2004/05 | Moroka Swallows FC | Południowa Afryka | Premier League | 16    | 0      |
| 2005/06 | Moroka Swallows FC | Południowa Afryka | Premier League | 29    | 0      |
| 2006/07 | Moroka Swallows FC | Południowa Afryka | Premier League | 25    | 0      |
| 2007/08 | Moroka Swallows FC | Południowa Afryka | Premier League | 24    | 0      |
| 2008/09 | Moroka Swallows FC | Południowa Afryka | Premier League | 25    | 0      |
| 2009/10 | Moroka Swallows FC | Południowa Afryka | Premier League | 30    | 0      |
| 2010/11 | Moroka Swallows FC | Południowa Afryka | Premier League | 24    | 0      |
| 2011/12 | Moroka Swallows FC | Południowa Afryka | Premier League | 30    | 0      |
| 2012/13 | Moroka Swallows FC | Południowa Afryka | Premier League | 25    | 0      |
| 2013/14 | Moroka Swallows FC | Południowa Afryka | Premier League | 30    | 0      |
| 2014/15 | Moroka Swallows FC | Południowa Afryka | Premier League | 23    | 0      |
| 2019/20 | Highlands Park FC  | Południowa Afryka | Premier League | 0     | 0      |

## Kariera reprezentacyjna
W 2000 roku Etafia był pierwszym bramkarzem reprezentacji Nigerii U-23 na Igrzyskach Olimpijskich w Sydney i dotarł z nią do ćwierćfinału. W reprezentacji Nigerii Etafia zadebiutował w 2003 roku. W 2004 roku był powołany do kadry na Puchar Narodów Afryki 2004, jednak był tam rezerwowym bramkarzem dla Vincenta Enyeamy i nie rozegrał żadnego spotkania. W latach 2003–2005 rozegrał w kadrze narodowej 4 spotkania.